# Charles Frend
Charles Frend (* 21. November 1909 in Pulborough, Sussex, England; † 8. Januar 1977 in London) war ein britischer Filmeditor und Filmregisseur.

## Leben
Nach dem Besuch der University of Oxford begann Charles Frend 1931 seine Karriere als Filmeditor bei British International Pictures, wechselte aber schon kurz darauf zu Gaumont British Pictures. Während dieser Zeit war er bei vier Filmen von Regisseur Alfred Hitchcock für den Schnitt verantwortlich: Waltzes from Vienna (1934), Geheimagent (1936), Sabotage (1936) und Jung und unschuldig (1937). Danach arbeitete er für MGMs britische Studios in Elstree, wo er unter anderem für Die Zitadelle (1938) und Auf Wiedersehen, Mr. Chips (1939) verpflichtet wurde. Für Auf Wiedersehen, Mr. Chips erhielt er eine Oscar-Nominierung in der Kategorie Bester Schnitt.
Im Jahr 1940 wechselte er ins Regiefach und drehte zunächst eine Reihe von Propagandafilmen. Nach dem Zweiten Weltkrieg wurde er für größere britische Produktionen als Regisseur engagiert, so zum Beispiel für Scotts letzte Fahrt (1948) und Der große Atlantik (1953). Für den Film Der lange Arm erhielt er 1956 einen Ehrenpreis bei den 6. Internationalen Filmfestspielen von Berlin. Ab 1959 setzte er auch mehrere Folgen von britischen Fernsehserien in Szene. 1970 zog er sich aus dem Filmgeschäft zurück.
Charles Frend starb 1977 im Alter von 67 Jahren in London.

## Filmografie (Auswahl)
Schnitt
- 1934: My Old Duchess
- 1934: Waltzes from Vienna
- 1935: The Tunnel
- 1935: Car of Dreams
- 1936: Geheimagent (Secret Agent)
- 1936: East Meets West
- 1936: Sabotage
- 1937: Jung und unschuldig (Young and Innocent)
- 1937: The Great Barrier
- 1938: Der Lausbub aus Amerika (A Yank at Oxford)
- 1938: Die Zitadelle (The Citadel)
- 1939: Auf Wiedersehen, Mr. Chips (Goodbye Mr. Chips)
- 1939: The Lion Has Wings
- 1941: Major Barbara

Regie
- 1942: Die Blockade (The Big Blockade)
- 1942: Ein gefährliches Unternehmen (The Foreman Went to France)
- 1943: San Demetrio (San Demetrio London)
- 1945: Johnny Frenchman
- 1947: The Loves of Joanna Godden
- 1948: Scotts letzte Fahrt (Scott of the Antarctic)
- 1949: Kampf ums Geld (A Run for Your Money)
- 1953: Der große Atlantik (The Cruel Sea)
- 1956: Der lange Arm (The Long Arm)
- 1957: Kapitän Seekrank (Barnacle Bill)
- 1959–1960: Hier Interpol – Inspektor Duval (Interpol Calling) (TV-Serie, fünf Folgen)
- 1959–1961: Rendezvous (TV-Serie, sechs Folgen)
- 1960: Zone des Schweigens (Cone of Silence)
- 1960–1961: Geheimauftrag für John Drake (Danger Man) (TV-Serie, neun Folgen)
- 1962: Man of the World (TV-Serie, drei Folgen)
- 1963: Treffpunkt Tanger (Beta Som)
- 1963: The Sentimental Agent (TV-Serie, fünf Folgen)
- 1967: Das fliegende Fahrrad (The Sky-Bike)
- 1968: Der Mann mit dem Koffer (Man in a Suitcase) (TV-Serie, eine Folge)

## Auszeichnungen
- 1940: Oscar-Nominierung in der Kategorie Bester Schnitt für Auf Wiedersehen, Mr. Chips
- 1949: Nominierung für den Goldenen Löwen bei den Internationalen Filmfestspielen von Venedig  für Scott of the Antarctic
- 1956: Silberner Bär – Ehrenpreis bei den Internationalen Filmfestspielen Berlin für Der lange Arm